# Kamenica (Loznica)
Kamenica (Serbisches-kyrillisch: Каменица) ist ein Dorf, in der Opština Loznica (Gemeinde Loznica) im Westen Serbiens.

## Name
Der Name des Dorfes, leitet sich vom serbischen Wort Kamen ab, was zu deutsch: Stein, bedeutet. 
Da es im früheren Jugoslawien mehrere Orte mit dem Namen Kamenica gibt, ist das Dorf auch als Loznička Kamenica bekannt.

## Geographie
Kamenica liegt in der Opština Loznica, im Okrug Mačva im nordwestlichen Zentralserbien, in der historischen Region Jadar, die ein Teil der serbisch-bosnischen Grenzregion Podrinje ist, benannt nach dem Fluss Drina. 
Das Dorf liegt im Tal des Flusses Kamenička Reka, am Fuße der Gebirge Cer und Iverak. Der Dorfwald und die Dorfweiden, früher im Besitz der Dorfbewohner, jetzt im staatlichen Besitz, befinden sich in den zwei Gebirgen. 
Das Dorf liegt nordöstlich der Gemeindehauptstadt Loznica. Nachbardörfer von Kamenica sind: Ribarice, Jarebice, Joševa und Milina.
Das Klima im Dorf ist kontinental. Durch Kamenica fließen die Flüsse Kamenička Reka und  Lešnica.

## Bevölkerung
Der Ort hatte 170 Einwohner bei der Volkszählung von 2011, während es 189 Einwohner im Jahre 2002 waren. Nach den letzten drei Bevölkerungsstatistiken fällt die Einwohnerzahl von Kamenica weiter. 
Die Einwohner des Dorfes sind Serben. 

### Demographie
| Jahr | Einwohnerzahl |
| ---- | ------------- |
| 1948 | 254           |
| 1953 | 272           |
| 1961 | 258           |
| 1971 | 260           |
| 1981 | 242           |
| 1991 | 244           |
| 2002 | 189           |
| 2011 | 170           |

## Religion
Die Bevölkerung des Dorfes bekennt sich zur Serbisch-orthodoxen Kirche. Kamenica verfügt über kein eigenes Kirchengebäude.
Kamenica gehört zur Pfarrei Joševa im Dekanat Jadar der Eparchie Šabac, der Serbisch-orthodoxen Kirche.

## Infrastruktur
Kamenica verfügt über ein Haus der lokalen Gemeinschaft (Mesna zajednica). Inzwischen ist Kamenica aber keine Mesna zajednica mehr und das Gebäude wird als Dorfladen benutzt.
Die Dorfbewohner leben von der Landwirtschaft und der Viehzucht. Daneben arbeiten einige in der Holzwirtschaft und dem abbauen von kleinen Kohlevorkommen am Rande des Dorfes.

## Belege
- Artikel über das Dorf, auf der Seite Poreklo.rs, (serbisch)
- Artikel über die Pfarrei, auf der Seite der Eparchie Šabac, (serbisch)
- Knjiga 9, Stanovništvo, uporedni pregled broja stanovnika 1948, 1953, 1961, 1971, 1981, 1991, 2002, podaci po naseljima, Republički zavod za statistiku, Beograd, maj 2004, ISBN 86-84433-14-9
- Knjiga 1, Stanovništvo, nacionalna ili etnička pripadnost, podaci po naseljima, Republički zavod za statistiku, Beograd, Februar 2003, ISBN 86-84433-00-9
- Knjiga 2, Stanovništvo, pol i starost, podaci po naseljima, Republički zavod za statistiku, Beograd, Februar 2003, ISBN 86-84433-01-7